# Eupithecia indecisa
Eupithecia indecisa es una especie de polilla de la familia Geometridae. La especie fue descrita por primera vez por William Warren habiendo sido descrita en 1987, con distribución en México. El holotipo de la especie fue descrita en Jalapa.